# Andrew Jones (homme politique)
Andrew Hanson Jones (né le 28 novembre 1963) est un homme politique britannique membre du Parti conservateur qui est député pour Harrogate et Knaresborough dans le Yorkshire du Nord de 2010 à 2024. En novembre 2018, il est sous-secrétaire d'État parlementaire au ministère des Transports mais est démis de ses fonctions en juillet 2019. 

## Jeunesse
Né à Ilkley, West Riding of Yorkshire, Jones fait ses études à la Bradford Grammar School indépendante et à l'Université de Leeds. 
Il travaille pendant 25 ans dans divers postes dans la vente et le marketing avant de devenir député. Il préside le groupe de réflexion conservateur du groupe Bow de 1999 à 2000. 
Il devient membre du conseil d'arrondissement de Harrogate pour le quartier de High Harrogate en 2003. En 2007, il obtient plus de la moitié des voix dans sa circonscription. Il devient membre du Cabinet des finances et des ressources au sein du conseil. 
Jones est un fan de cricket passionné et est membre du Yorkshire County Cricket Club depuis plus de vingt ans.

## Député
Le 6 mai 2010, Jones est élu député de Harrogate et de Knaresborough, mettant fin à 13 ans de contrôle libéral-démocrate. Il obtient cela avec un swing de 9,1%. Jones s'était déjà présenté, sans succès, dans cette circonscription en 2001. 
Jones prononce son premier discours à la Chambre des communes le 22 juin 2010. 
Il est Secrétaire parlementaire privé (SPP) de la secrétaire aux Transports Justine Greening, puis du chef Whip Andrew Mitchell. Il est ensuite nommé PPS auprès de Jeremy Hunt, secrétaire d'État à la Santé.
Il fait campagne pour rester dans l'Union européenne lors du référendum de 2016 sur l'Union européenne. Le 13 mars 2019, il vote pour un Brexit sans accord, soutenant l'amendement Malthouse, qui a été rejeté. 
Le 8 janvier 2018, Jones passe du poste de secrétaire de l'Échiquier à celui de vice-président pour l'engagement des affaires au siège du Parti conservateur. 
Le 12 novembre 2018, il est nommé au ministère des Transports pour remplacer Jo Johnson en tant que sous-secrétaire d'État parlementaire, poste qu'il a occupé pour la dernière fois en 2017. Il est démis de ses fonctions en juillet 2019.